# Temáukel
Temáukel, también conocido como Timáukel, es el dios supremo del panteón selknam y haush.
Algunos selknam que tuvieron suficiente contacto con los europeos consideraban a Temáukel el equivalente al dios del cristianismo. Entre todas las deidades selknam, Temáukel se considera único, puesto que las otras deidades se identifican como antepasados mitológicos.

## Etimología
La palabra Temáukel tiene la característica de un nombre propio. Su origen era desconocido por los mismos selknam. Según Martin Gusinde, nadie fue capaz de darle un significado especial por ser, precisamente, un nombre propio.

## Atributos
Temáukel se considera dios único, existen otros seres divinos, pero Temáukel se encuentra por encima de los demás, identificando una religión henoteista.
A diferencia de las religiones abrahámicas, Temáukel no es un dios personal, se le describe como un ser incorpóreo alejado del mundo terrenal, ajeno a sentimientos y deseos humanos.
Como ser supremo, se le describen características de infinitud, considerándose que siempre ha existido y siempre existirá. Temáukel habita en el cielo (Wintek) y cuenta con intermediarios (ángeles) que envía para sus propósitos, por ejemplo Kénos fue llevado a una Tierra primitiva para organizarla y crear el mundo actual.
Temáukel es estricto con sus mandamientos, de acuerdo a las creencias selknam, el no cumplimiento de los mandatos entregados a través de Kénos suponían un castigo a quienes desobedecían, enviando muerte y enfermedades.

## Culto
Temáukel, dios supremo del panteón selknam, era un ser respetado y temido, sin embargo no era malvado, sino severo. Los selknam rara vez pronunciaban su nombre y, jamás era usado en circunstancias triviales. Debido a este temor que los selknam tenían a su dios, se referían a él mediante el uso de circunloquios. Las formas habituales de referirse a él eran "so'onh haskán" (habitante del cielo) y "aiyemok so'onh haskán" (aquel que habita en el cielo) y "so'onh kas pemer" (aquel que está en el cielo).
Los selknam no tenían oraciones propiamente tal, pero las mujeres solían hablarle a su dios supremo cuando sus hijos estaban gravemente enfermos, para pedirle que no muriera injustificadamente. Por otro lado, se conocen dos tipos de ofrendas que los selknam realizaban a Temáukel. El primero de ellos era arrojar fuera de sus viviendas un trozo de carne cuando comían de noche, que lo ofrecían a su dios. El segundo consistía en un trozo de carbón ardiente que las mujeres arrojaban fuera de sus chozas, especialmente en la mañana.

## Mitología
Temáukel es un dios primigenio, por lo tanto, siempre ha existido. Habita en la Cúpula Celeste, en el Cielo Este o Wintek y nunca ha estado en la Tierra.
De acuerdo al mito, Temáukel es el creador de la Cúpula Celeste y la Tierra primitiva. A esta envió a Kénos con la misión de darle forma y crear a la humanidad.